# Więźniarka (wagon)

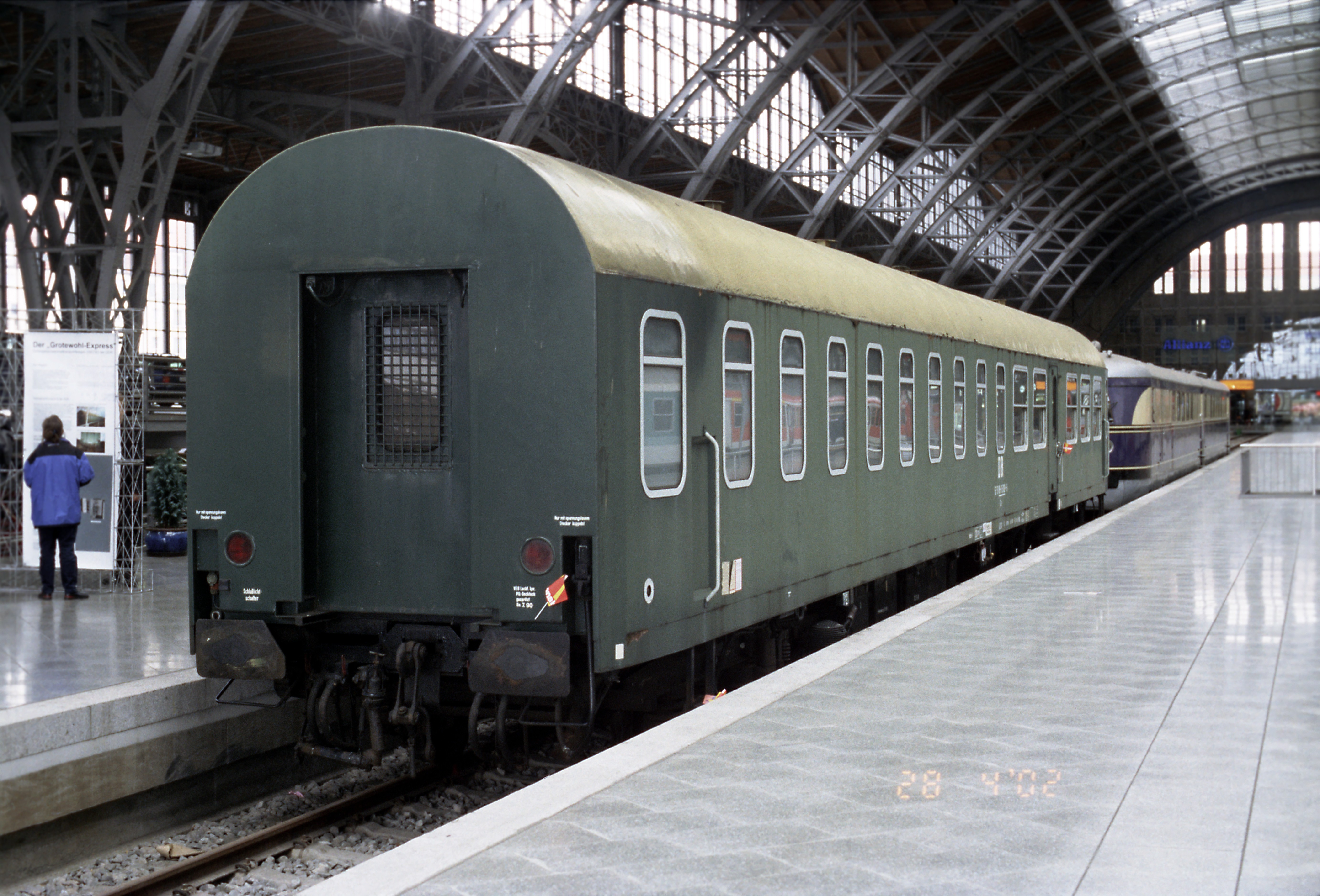
Więźniarka kolei wschodnioniemieckich.

Więźniarka – wagon kolejowy do przewozu więźniów. Według norm UIC 438-1 takie wagony oznaczane są literą S. 

## Polska
- Wagon N

## ZSRR,Rosja
- stołypinka – wagon podobny do pasażerskiego z przedziałami, zamiast drzwi ma kraty. Posiada także pomieszczenie dla strażników[2][3][4]. Nazwa pochodzi od Piotra Stołypina, który wprowadził wagony do transportu rodzin chłopskich z bydłem, przerobione po rewolucji bolszewickiej na więźniarki.